# Championnat du monde jeunes masculin de handball
Le championnat du monde jeunes masculin de handball réunit tous les deux ans l'élite du handball mondial des moins de 19 ans. La première édition a eu lieu en 2005.
IHF Men's Youth (U19) World Championship est l'appellation de la compétition en anglais.
Après deux titres consécutifs remportés par la France en 2015 et 2017, l'édition 2019 est remportée pour la première fois par une équipe non européenne, l'Égypte.

## Palmarès
| Année     | Pays organisateur | Or                                        | Argent                                    | Bronze                                    |
| --------- | ----------------- | ----------------------------------------- | ----------------------------------------- | ----------------------------------------- |
| 2005 (en) | Qatar             | Serbie-et-Monténégro                      | Corée du Sud                              | Croatie                                   |
| 2007 (en) | Bahreïn           | Danemark                                  | Croatie                                   | Suède                                     |
| 2009 (en) | Tunisie           | Croatie                                   | Islande                                   | Suède                                     |
| 2011 (en) | Argentine         | Danemark (2)                              | Espagne                                   | Suède                                     |
| 2013 (en) | Hongrie           | Danemark (3)                              | Croatie                                   | Allemagne                                 |
| 2015 (en) | Russie            | France                                    | Slovénie                                  | Islande                                   |
| 2017 (en) | Géorgie           | France (2)                                | Espagne                                   | Danemark                                  |
| 2019 (en) | Macédoine du Nord | Égypte                                    | Allemagne                                 | Danemark                                  |
| 2021      | Grèce             | Annulé à cause de la pandémie de Covid-19 | Annulé à cause de la pandémie de Covid-19 | Annulé à cause de la pandémie de Covid-19 |
| 2023 (en) | Croatie           | Espagne                                   | Danemark                                  | Croatie                                   |
| 2025 (en) | Slovénie          | à venir                                   | à venir                                   | à venir                                   |

### Bilan
| Nation               | Médaille d'or, monde | Médaille d'argent, monde | Médaille de bronze, monde | Total | Dernier podium |
| -------------------- | -------------------- | ------------------------ | ------------------------- | ----- | -------------- |
| Danemark             | 3                    | 1                        | 3                         | 6     | 2023           |
| France               | 2                    | 0                        | 0                         | 2     | 2017           |
| Croatie              | 1                    | 2                        | 2                         | 5     | 2023           |
| Serbie-et-Monténégro | 1                    | 0                        | 0                         | 1     | 2005           |
| Égypte               | 1                    | 0                        | 0                         | 1     | 2019           |
| Espagne              | 1                    | 2                        | 0                         | 3     | 2023           |
| Islande              | 0                    | 1                        | 1                         | 2     | 2015           |
| Allemagne            | 0                    | 1                        | 1                         | 2     | 2019           |
| Corée du Sud         | 0                    | 1                        | 0                         | 1     | 2005           |
| Slovénie             | 0                    | 1                        | 0                         | 1     | 2015           |
| Suède                | 0                    | 0                        | 3                         | 3     | 2011           |